# Cyrtognatha insolita
Cyrtognatha insolita là một loài nhện trong họ Tetragnathidae.
Loài này thuộc chi Cyrtognatha. Cyrtognatha insolita được miêu tả năm 1956 bởi Chickering.